# I've Sound
I've Sound, parfois plus simplement appelé I've (アイブ), est un groupe japonais techno et de production de musique transe basé à Sapporo, sur l'île d'Hokkaido au Japon.

## Histoire
Ses chansons mettent en valeur le talent de différentes artistes féminines, comme AKI (connue sous le nom d'Y. AKI), Ayana, Asuka Katagiri, Fuuran, Inosuke Tsutsumi, Eiko Shimamiya (connue aussi comme PEKO ou EIKO), Kaori Utatsuki, KOTOKO, Lia, Mami Kawada, MAKO, MARY, MELL, Mihi (parfois inexactement désigné sous le nom de MIKI), MOMO, NANA, R.I.E, SHIHO, TAKAMI, YUCCO, miki, Yumi Matsuzawa.
Ils ont chanté les thèmes de chansons de plusieurs eroges japonais.
Le groupe est composé de Kazuya Takase, de Tomoyuki Nakazawa, C.G mix, de FISH TONE, d'Iuchi Maiko (Uetsu Miu), de wata (de NueroSocietia), etc.
I've Sound est connu pour avoir chanté les génériques d'animés connus comme Onegai Teacher (Please Teacher) et Onegai Twins (Please Twins) - qui ont été interprétées par KOTOKO.
Ils ont également exécuté les génériques de fin du jeu et de l'animé le plus populaire de la société Key, Air. Ces deux génériques ont été interprétés par Lia.
À l'origine, les fans ont cru que I've représentait « I Love,I Live, I Leave » (« J'aime, je vis, je pars ») mais il s'avéra que I've vient de 愛撫 (aibu), qui signifie « caresse » en japonais, ce qui les rattache de nouveau à leurs racines d'eroge.

## Liens
- (ja) Site officiel